# Kulcsárfalu
Kulcsárfalu (németül: Allersdorf im Burgenland, horvátul: Ključarevac) Bándol településrésze Ausztriában Burgenland (magyarul Felsőőrvidék) tartományban a Felsőőri járásban.

## Fekvése
Rohonctól 10 km-re nyugatra a Kőszegi-hegység déli lábánál fekszik.

## Története
1438-ban "Alaph" néven említik először. A falu első neve Alap volt, majd a 16. században már Allersdorfnak nevezik, majd a horvátok betelepülése után honosodott meg a Kulcsárfalu elnevezés, de az Alap név is még száz évig használatban maradt. A falut 1532-ben a török teljesen elpusztította, egykori lakói helyére ezután horvátokat telepítettek. Az 1560-as években újra leégett, de 1576-ban már új házai állnak. 1605-ben Bocskai hadai pusztították.
Vályi András szerint " KULCSÁRFALU. Horvát falu Vas Várm. földes Ura G. Batthyáni Uraság, lakosai katolikusok, fekszik Kéthelyhez nem meszsze, mellynek filiája, határja termékeny, erdeje van, keresetre módgya a’ Vas hegyi szőlőkben."
Fényes Elek szerint " Kulcsárfalu, (Allersdorf), horváth falu, Vas vmegyében, ut. p. Kőszeg, 120 kath. lak."
Vas vármegye monográfiája szerint " Kulcsárfalu kis horvát község, mely összesen 20 házból áll. R. kath. lakosainak száma 135. Postája Szalonak, távírója Német-Szt.-Mihály."
1910-ben 130, túlnyomórészt horvát lakosa volt. A trianoni békeszerződésig Vas vármegye Kőszegi járásához tartozott. 1921-ben Ausztria Burgenland tartományához csatolták. 1971-ben közigazgatásilag Bándol része lett. Az alig száz lakosú faluban a 20. században a horvátokkal szemben újra a németek kerültek többségbe.

## Nevezetességei
Szent Teréz tiszteletére szentelt római katolikus temploma.

## Külső hivatkozások
Kulcsárfalu a dél-burgenlandi települések honlapján